# Kweekschool voor machinisten
De kweekschool voor machinisten was een driejarige opleiding tot stoommachinist, gevestigd aan de Plantage Muidergracht in Amsterdam.

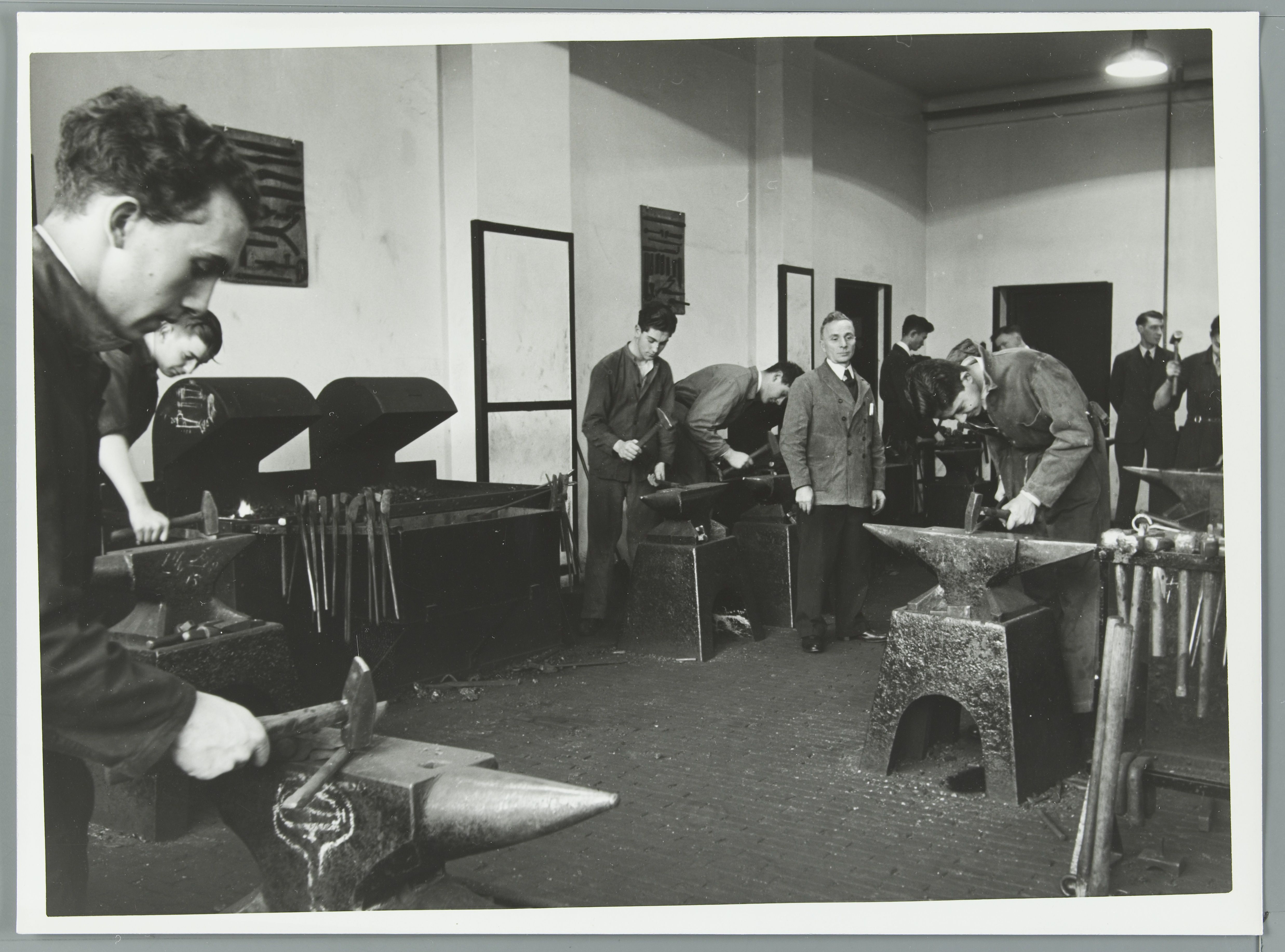
De smederij van de kweekschool voor machinisten in Amsterdam (1940)

De opleiding ging van start op 19 oktober 1878 en was gevestigd in een schoolgebouw aan de Oostenburgermiddenstraat 30. In 1887 verhuisde de school naar een nieuw pand aan de Plantage Muidergracht 14-16, ter beschikking gesteld door de gemeente Amsterdam. Later verhuisde de school naar de Overtoom en de Schipluidenlaan.
De kweekschool werd opgericht uit de behoefte naar stoommachinisten die inzetbaar waren in zowel het thuisland als in Nederlands-Indië, in de scheepvaart, het spoorvervoer, de handel en nijverheid. Zeilschepen werden in hoog tempo vervangen door schepen aangedreven door de stoommachine. 
De opleiding begon met een klassikaal-theoretisch deel en eindigde met een stage. Tijdens het driejarig programma leerden studenten de werking van stoommachines voor onder andere schepen en treinen. De meeste studenten verbleven intern.

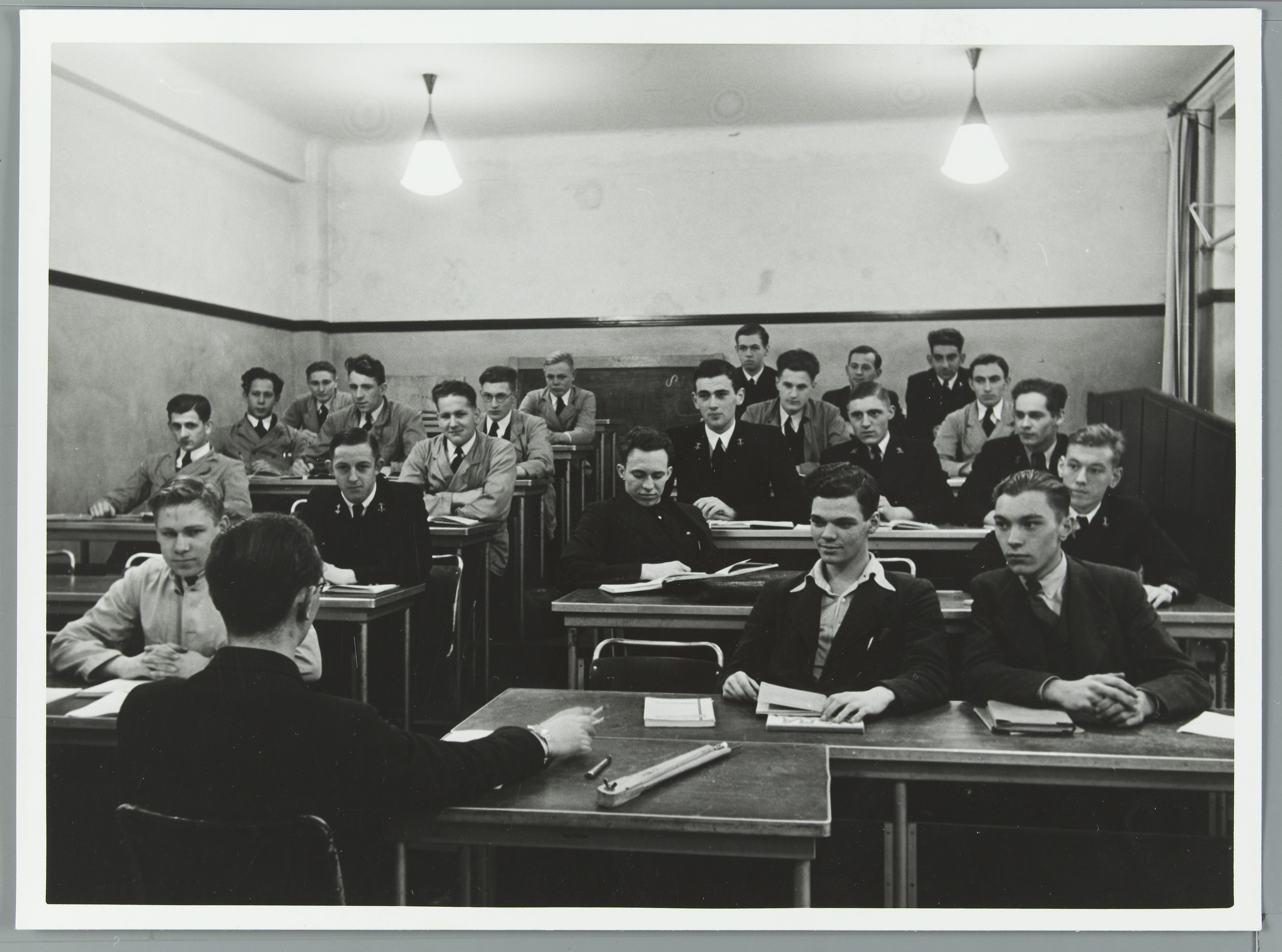
Leerlingen in de bank bij een theorie les (1940)

De school trok vanaf de oprichting veel studenten aan. In de eerste zes jaren werden er 306 jongens opgeleid, waarvan een derde uit Amsterdam kwam en 33 uit Nederlands-Indië. Het schoolgeld bedroeg 300 gulden. Studenten moesten zelf boeken, instrumenten en een uniform aanschaffen. Eén van de studenten was Henri Gorter (1890-1892), oprichter van Stoom Schaatsenfabriek Hercules in Zwolle. In 1910 werd de school overgenomen door de Middelbare Technische School Amsterdam.
Het eclectische ontwerp van het pand aan de Plantage Muidergracht was van architect Abraham Salm. Later werd het pand gewijzigd en uitgebreid door onder meer B.J. en W.B. Ouëndag. Salms ontwerp is een streng symmetrisch gebouw - alleen de rechtervleugel week daarvan af. In de vleugel kwam het woonhuis voor de directeur.

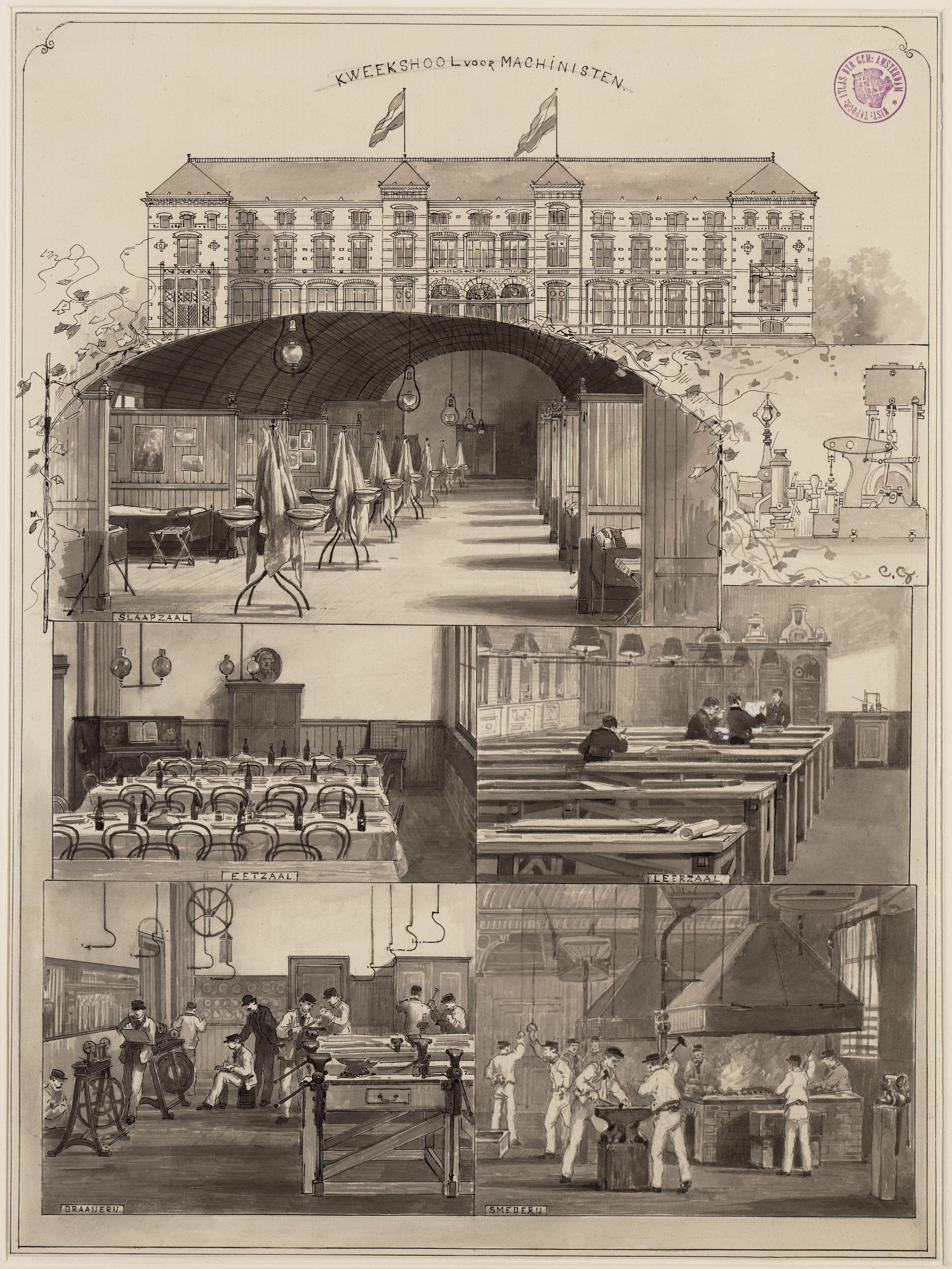